# Symphonie no 9 de Schubert
Pour les articles homonymes, voir Symphonie no 9.
« La Grande »
La Symphonie no 9 en ut majeur, D. 944, connue sous le nom de « Grande Symphonie », est la dernière à avoir été achevée par Franz Schubert.
Le compositeur l'avait d'abord surnommée « Grande ut majeur » afin de la distinguer de son autre symphonie en ut majeur, la Sixième ou « Petite Symphonie », mais ce surnom est aujourd'hui souvent considéré comme le reflet de l’œuvre, de par sa longueur et sa majesté. Son exécution dure environ de 55 à 65 minutes.

## Réception

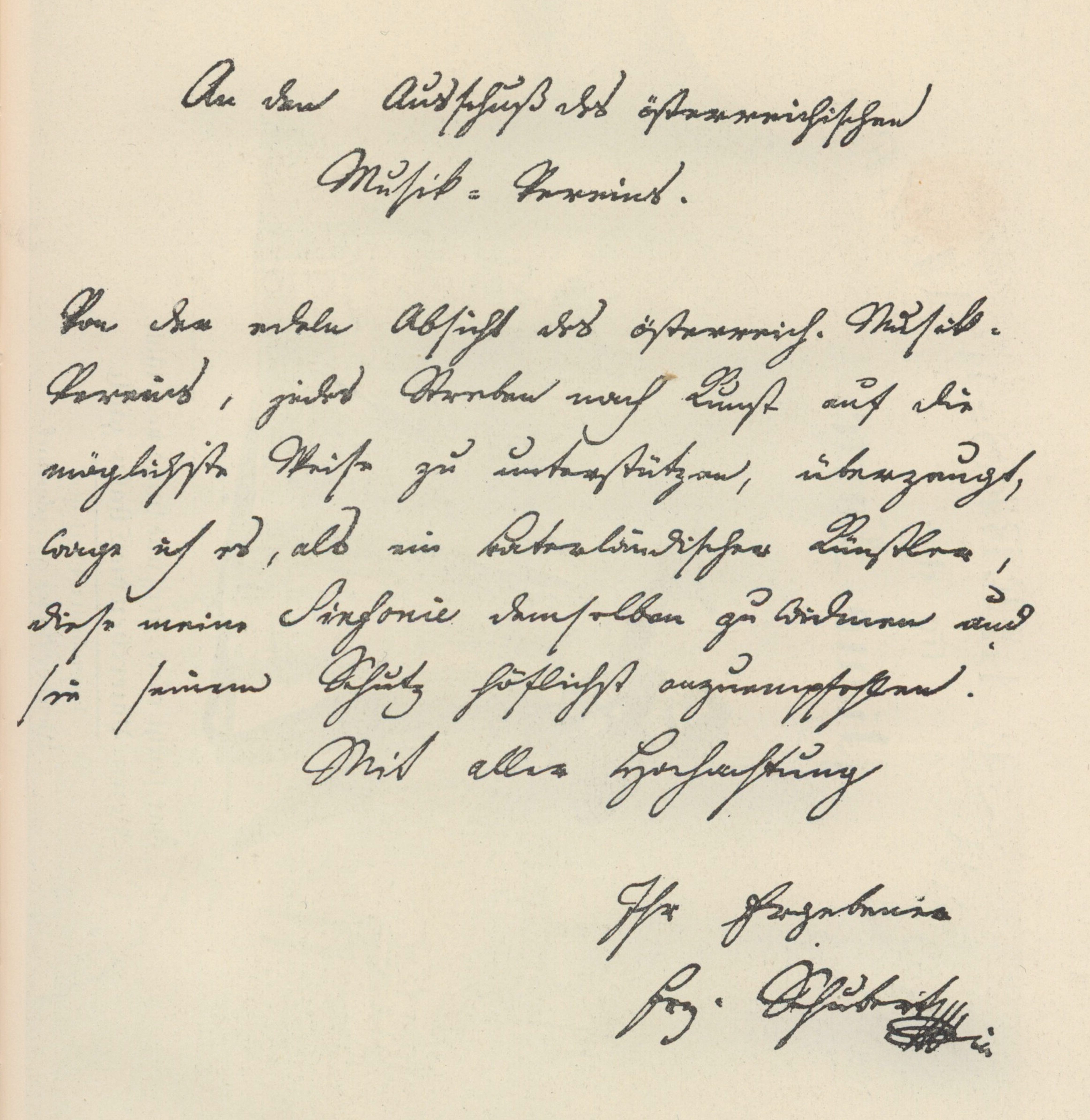
Lettre de Schubert à propos de sa Neuvième Symphonie.

Cette symphonie ne put être exécutée du vivant de Schubert, les orchestres du conservatoire de Vienne la trouvaient trop longue et n'arrivaient pas à surmonter des difficultés techniques. Les musiciens de la Gesellschaft der Musikfreunde la jugèrent « difficile et pompeuse » (« schwierig und schwülstig »), au point que lors du concert posthume du 14 décembre 1828, elle fut remplacée par la « Petite ».
En 1838, dix ans après la mort de Schubert, Robert Schumann se rendit sur la tombe du compositeur puis rencontra son frère aîné Ferdinand Schubert, qui disposait d'une copie de la symphonie que Schumann rapporta à Leipzig, où il la fit exécuter (dans une version écourtée) par l'orchestre du Gewandhaus de Leipzig sous la direction de Felix Mendelssohn lors du concert du 21 mars 1839. Schumann en rendit compte dans sa gazette Neue Zeitschrift für Musik à travers un article élogieux, admiratif de la « longueur divine » de cette symphonie.
La pièce ne reçut pas un bon accueil à Londres, où la répétition dirigée par François-Antoine Habeneck fut ponctuée de rires des violonistes lors du dernier mouvement qui est techniquement difficile. La pièce fut finalement donnée aux États-Unis avant Paris, où elle ne fut jouée qu'en 1851.
Souvent considérée comme la meilleure pièce symphonique de Schubert, la Grande Symphonie en ut majeur est aussi l'une de ses œuvres les plus novatrices. Si l'on retrouve encore le style de Beethoven dans le développement thématique de l'œuvre, le soin apporté à la mélodie est très personnel, ce qui, de la part d'un maître du lied, ne saurait surprendre. Ce nouveau style a incité Schumann à poursuivre ses propres ambitions symphoniques.

## Construction
Selon la forme habituelle de la symphonie, elle comporte quatre mouvements:
- Andante - Allegro ma non troppo (en ut majeur, à 2/2)
- Andante con moto  (en la mineur, à 2/4)
- Scherzo : Allegro vivace  (en ut majeur, à 3/4, trio en la majeur, à 3/4)
- Finale : Allegro vivace  (en ut majeur, à 2/4)

## Numérotation
La numérotation de cette symphonie est parfois sujette à controverse : dans le monde germanophone on s'y réfère parfois comme à la no 7, tandis que la version la plus récente du catalogue Deutsch (le catalogue de référence des œuvres de Schubert compilé par Otto Erich Deutsch) lui attribue le no 8, et que dans le monde anglophone on lui attribue souvent le no 9.

## Orchestration
| Instrumentation de la neuvième symphonie                             |
| Cordes                                                               |
| premiers violons, seconds violons, altos, violoncelles, contrebasses |
| Bois                                                                 |
| 2 flûtes, 2 hautbois, 2 clarinettes en ut, 2 bassons                 |
| Cuivres                                                              |
| 2 cors en ut, 2 trompettes en ut, 3 trombones (alto, ténor et basse) |
| Percussions                                                          |
| timbales (en ut et sol) (en mi et la dans le deuxième mouvement)     |

## Analyse

### - Andante et Allegro ma non troppo -
La symphonie s'ouvre avec les deux cors qui jouent le thème de l'Andante (mes 1 à 8), le thème sera ensuite transmis aux hautbois et aux clarinettes, puis les altos et les violoncelles (divisée en deux) de reprendre un nouveau pour arriver fortissimo et tutti sur le thème.
Il s'ensuit 10 mesures où le premier hautbois et l’orchestre se répondent.
Ensuite les deux violons vont marteler un rythme de triolet passant de piano au forte pour enfin passer au allegro ma non troppo et enchaîner sur le premier thème en ut majeur.
Soudain, Schubert fait un pont pour passer sur le deuxième thème en mi mineur introduit par les bassons et les hautbois.
Après, Schubert fait un développement sur les 2 thèmes pour continuer sur la réexposition en ut majeur.
A la mesure 570, le tempo s’accélère (Piu mosso) et la coda vient de commencer.
Soudain le thème de l'Andante revient en fortissimo et Tutti il est repris par les cordes pour finir le premier mouvement sur un accord de ut majeur.
Le mouvement compte 685 mesures et dure environ 13 minutes (16 minutes avec la reprise).

### - Andante con moto -
Les cordes introduisent doucement (piano) ce mouvement en la mineur, le hautbois vient avec le thème qui sera ensuite repris par la clarinettes en la.
Soudain, comme par magie, la tonalité la mineur part et c'est la tonalité de la majeur qui s’installe mais pour six mesures seulement avant que la mineur revienne avec un grand accord éclatant de mi.
Ce mouvement est le mineur de la symphonie.
Le mouvement compte 380 mesures et dure environ 13 minutes.

## Repères discographiques
- Wilhelm Furtwängler, concert avec l'Orchestre Philharmonique de Berlin, 1942 (Deutsche Grammophon, Magic Master, Music and Arts, Opus Kura, SWF)
- Hermann Abendroth, concert avec l'Orchestre du Gewandhaus de Leipzig, 1945
- Wolfgang Sawallisch, Orchestre philharmonique de Vienne, 1961
- Leonard Bernstein, concert avec le New York Philharmonic, 1967
- Karl Böhm, Staatskapelle de Dresde, 1979
- Nikolaus Harnoncourt, avec le Royal Concertgebouw Orchestra, 1992
- Günter Wand, Orchestre philharmonique de Berlin, 1995
- John Eliot Gardiner, Orchestre philharmonique de Vienne, 1998
- Alain Lombard, Orchestre de la Suisse italienne (intégrale des symphonies), 1997-1998